# Erwin Neher
Erwin Neher (ur. 20 marca 1944 roku w Landsberg w Bawarii w Niemczech) – niemiecki biofizyk, laureat Nagrody Nobla.
Erwin Neher w 1963 zaczął studiować fizykę na Uniwersytecie Technicznym w Monachium. W roku 1966, wyjechał do USA na University of Wisconsin-Madison, gdzie studiował biofizykę. Tytuł M.Sc. uzyskał w 1967 roku. W latach 1968–1972 pracował w Max-Planck-Institut für Psychiatrie w Monachium. W ramach realizowanej tam pracy doktorskiej, rozwinął technikę patch clamp. Stopień doktora uzyskał w 1970 roku na Uniwersytecie Technicznym w Monachium.
W 1972 roku przeniósł się do Getyngi, gdzie podjął pracę w Max-Planck-Institut für biophysikalische Chemie. Tam zaczęła się jego współpraca z Bertem Sakmannem, kontynuowana, mimo że Neher przeniósł się na University of Washington w Seattle, a następnie na Yale University. W 1976 roku wrócił do Getyngi, w latach 1983–2011 kierował departamentem biofizyki membran w Max-Planck-Institut für biophysikalische Chemie.
W roku 1991 wraz z Bertem Sakmannem z Niemiec otrzymał Nagrodę Nobla w dziedzinie fizjologii i medycyny za odkrycie funkcji pojedynczych kanałów jonowych w komórkach. W 1995 odznaczony został Pour le Mérite za Naukę i Sztukę.